# Битва при Вестпорте
Битва при Вестпорте (англ. Battle of Westport) — сражение в ходе Гражданской войны в США, состоявшееся 23 октября 1864 года в современном Канзас-Сити, штат Миссури. Отряд генерала Конфедерации Стерлинга Прайса был разбит превосходящими силами федеральной армии генерала Сэмюэля Кёртиса. Это сражение стало поворотным моментом в Миссурийской кампании Прайса, вынудив его армию к отступлению и завершив последнюю крупную операцию сил Конфедерации к западу от Миссисипи. Это сражение было одним из крупнейших к западу от Миссисипи: в нём участвовало с обеих сторон более 30 000 человек.

## Начало рейдаПрайса
В сентябре 1864 г. Миссурийская армия КША под командованием генерал-майора Стерлинга Прайса вторглась в Миссури, намереваясь занять территорию штата и повлиять на ход президентских выборов. Генерал-майор У. Роузкранс, командующий федеральными войсками в Миссури, начал собирать силы, чтобы отразить нападение. Кавалерия северян под командованием Альфреда Плезантона, поддержанная пехотой из Теннессийской армии генерала Смита, совершила удар по войскам южан, разбив из близ форта Дэвидсон. После этого поражения Прайс, у которого оставалось лишь около 12 тыс. человек, остановил наступление на Сент-Луис, развернув армию на запад, к Джефферсон-сити.